# Савршени странци (филм)
Савршени странци (итал. Perfetti sconosciuti) италијанска је комична драма из 2016. године. Филм је режирао Паоло Ђеновезе (итал. Paolo Genovese), а први пут је приказан 11. фебруара 2016. године. Филм је освојио награду David di Donatello у категорији за најбољи филм. Многе државе, попут Шпаније, Мексика, Јужне Кореје, Француске, Русије, Кине, Грчке, Мађарске, Јерменије, Немачке, Пољске и Вијетнама, направиле су верзију филма на свом језику и због тога је филм добио своје место и у Гинисовој књизи рекорда као филм са чак 18 римејкова.

## Радња
Филм почиње тако што се седам пријатеља окупља на вечери. На почетку вечери, Ева, љубавни терапеут, говори својим пријатељима како је убеђена да многе везе и бракови не би опстали када би партнери једно другом читали поруке на телефону. Полемишући о овој теми, пријатељи одлучују да играју игру. Свако од њих ставља свој телефон на сто и обавезује се да прочита било коју поруку коју прими и да се јави на било који телефонски позив тако да разговор могу да чују и остали. У почетку игра делује бесмислено, јер се чини да нико нема ништа да сакрије, али временом поруке и позиви постају све тајнији. Ликови се уплићу у мрежу лажи и открива се да једна удата жена има љубавника, а да један пријатељ није онакав каквим су га сви сматрали. До краја вечери сви бракови, везе и пријатељства бивају уништени. 
На крају филма, гости одлазе из стана понашајући се као да се ништа није десило. Свака веза је онаква каква је била на почетку вечери, као да никада нису ни играли игру. Испоставља се да је радња целог филма заснована на принципу „шта би било кад би било”, јер је то вече било помрачење Месеца, због чега су се ликови затекли у паралелном универзуму.

## Глумци
| Глумац             | Улога   |
| ------------------ | ------- |
| Ђузепе Батистон    | Пепе    |
| Ана Фолиета        | Карлота |
| Марко Ђалини       | Роко    |
| Едоардо Лео        | Козимо  |
| Валерио Мастандреа | Леле    |
| Алба Рорвахер      | Бјанка  |
| Касија Смутниак    | Ева     |
| Бендета Поркароли  | Софија  |

## Награде
| Година | Награда или фестивал                | Категорија                                | Примаоци награде                                                           | Резултат   |
| ------ | ----------------------------------- | ----------------------------------------- | -------------------------------------------------------------------------- | ---------- |
| 2016   | David di Donatello                  | најбољи филм                              | Паоло Ђеновезе                                                             | освојена   |
| 2016   | David di Donatello                  | најбољи режисер                           | Паоло Ђеновезе                                                             | номинован  |
| 2016   | David di Donatello                  | најбољи сценарио                          | Паоло Ђеновезе, Филипо Болоња, Паоло Костеља, Паола Мамини, Роландо Равељо | освојена   |
| 2016   | David di Donatello                  | најбоља глумица                           | Ана Фолиета                                                                | номинована |
| 2016   | David di Donatello                  | најбољи глумац                            | Марко Ђалини                                                               | номинован  |
| 2016   | David di Donatello                  | најбољи глумац                            | Валерио Мастандреа                                                         | номинован  |
| 2016   | David di Donatello                  | најбоља оригинална песма                  | Perfetti Sconosciuti - Бунгаро, Цезаре Киодо, Флорела Манола               | номинована |
| 2016   | David di Donatello                  | најбоље едитовање                         | Консуело Катучи                                                            | номинован  |
| 2016   | David di Donatello                  | најбољи звук                              | Умбрето Монтесанти                                                         | номинован  |
| 2016   | Bari International Film Festival    | награда Тонино Герера за најбољи сценарио | Паоло Ђеновезе                                                             | освојена   |
| 2016   | Tribeca Film Festival               | најбољи сценарио                          | Паоло Ђеновезе, Филипо Болоња, Паоло Костеља, Паола Мамини, Роландо Равељо | освојена   |
| 2017   | Vilnius International Film Festival | омиљени филм публике                      | Паоло Ђеновезе                                                             | освојена   |

## Римејкови
- Грчки римејк: ΤέΙειοι Ξέοι, 15. децембар 2016. године
- Шпански римејк: Perfectos desconocidos, 2017. година
- Турски римејк: Stranger in My Pocket, 2. фебруар 2018. године
- Француски римејк: Nothing to hide, крај 2018. године
- Индијски римејк: Loudspeaker, 2018. година
- Јужнокорејски римејк: Intimate Strangers, 31. октобар 2018. године
- Мађарски римејк: BUEK, 6. децембар 2018. године
- Мексички римејк: Perfectos desconocidos, 25. децембар 2018. године
- Кинески римејк: Kill Mobile, 29. децембар 2018. године
- Руски римејк: Loud Connection, 14. фебруар 2019. године
- Пољски римејк: (Nie)znajomi, септембар 2019. године
- Немачки римејк: Das perfekte Geheimnis, 31. октобар 2019. године
- Јерменски римејк: Blood Moon Party, 23. октобар 2020. године
- Чехословачки римејк: Znami neznami, 26. новембар 2020. године
- Јапански римејк: Otona no Jijo: Sumaho o Nozoitara, планирани датум: 8. јануар 2021. године